# Festival Art Rock
Le Monde, « "Noise", d'Olivier Assayas », journal,‎ 22 juin 2006 (lire en ligne, consulté le 31 octobre 2024)
 (mai 2021).
 (janvier 2018).
Le festival Art Rock est un festival annuel et pluridisciplinaire organisé à Saint-Brieuc depuis 1983 chaque week-end de la Pentecôte.

## Historique
En 1983, l'association Wild Rose (créée vers 1978 ) crée le festival Art Rock à Saint-Brieuc, à l'initiative de Jean Michel Boinet et de Marie Lostys. La programmation inclut, outre des concerts, d'autres manifestations (théâtre, danse). Jusqu'en 1997, le festival a lieu à la fin de l'automne, puis est décalé au weekend de la Pentecôte à partir de l'édition 1998, et s'installe au centre de la ville de Saint-Brieuc.
De 2003 à 2009, Jean-Michel Boinet propose des cartes blanches à des artistes comme Erik Truffaz, Miossec , Olivier Assayas, ou Agnès B en 2008.
Depuis 2007, Art Rock propose de faire découvrir aux festivaliers les artistes de la RATP avec Les Musiciens du Métro.
En 2018, Jean-Michel Boinet prend sa retraite et réclame 25 000 euros par an pour que l'association Wild Rose puisse continuer d'utiliser la marque Art Rock qu'il a déposée à l'INPI ; il souhaite également désigner sa fille en tant que directrice pour lui succéder. Ces deux demandes suscitent des tensions au sein du conseil d'administration. Un collectif d'acteurs culturels régionaux réagit également par une lettre ouverte. Finalement, Carol Meyer est nommée directrice, et Jean-Michel Boinet retire ses exigences en cédant la marque.
En 2020, l'équipe du festival réalise le livre Art Rock, de 1983 à nos jours,.
En 2020 et 2021, le festival est annulé du fait de la pandémie de Covid-19,. En 2022, un orage "apocalyptique" éclate lors de la première mondiale de Phoenix.
En 2023, le festival fête ses 40 ans, et un nouveau bureau est nommé dont Morgan Guyonvarch est la présidente.

## Prix et reconnaissances
- 2018 : Prix du meilleur festival urbain de France aux Festivals Awards de Paris[19].

## Fréquentation
En 2016, une étude réalisée par le cabinet Gece, rapporte qu'à partir de 2014, la fréquentation est chaque année supérieure à 75 000 personnes, avec une large majorité de Bretons. En 2009, la jauge de la grande scène passe de 5 500 à 7 000 spectateurs.
En 2024, pour la première fois de son histoire, le festival annonce être complet 15 jours avant le premier jour du festival.
| Années | Entrées payantes | Totale |
| ------ | ---------------- | ------ |
| 1983   |                  | 3 000  |
| 1998   |                  | 16 000 |
| 1999   |                  | 28 000 |
| 2002   |                  | 32 000 |
| 2006   |                  | 45 000 |
| 2007   | 27 000           | 55 000 |
| 2008   |                  | 60 000 |
| 2009   | 27 400           | 66 150 |
| 2010   | 29 736           | 71 536 |
| 2011   | 26 132           | 64 382 |
| 2012   | 32 000           | 64 200 |
| 2013   | 33 000           | 66 000 |
| 2014   | 42 500           | 75 500 |
| 2015   | 45 000           | 75 000 |
| 2016   | 40 000           | 78 000 |
| 2017   | 38 000           |        |
| 2018   | 40 000           | 70 000 |
| 2019   | 41 000           | 78 000 |
| 2022   |                  | 80 000 |
| 2023   |                  | 85 000 |
| 2024   | 43 000           | 82 000 |

## Budget
En 1993, il est de 1,8 million de francs et de 2,5 millions de francs en 1998.
En 2018, le budget dépasse les 2 millions d'euros.
En 2020, selon la directrice du festival Carol Meyer, le festival représente 1,6 million d'euros de retombées économiques sur la ville de Saint-Brieuc. Elle indique également que 35% du budget du festival provient de partenariats privés.
En 2024, selon l'étude réalisée par Gece de Rennes, le festival et son public injectent 2,55M€ dans l'agglomération. Le festival - au budget de 3,7M€ en 2024 - génère 9M€ de flux financiers, à l'échelle de l'agglomération.

## Programmation
Le festival accueille des artistes de tous horizons : musiciens et chanteurs (Alice Cooper, Bryan Ferry, Orelsan), comédiens, danseurs (Michael Clark, Philippe Decouflé Blanca Li) plasticiens et performeurs comme la compagnie La Fura Dels Baus ou encore, en 2011, Miss.Tic.

### Films
- Noise, film réalisé par Olivier Assayas[54].